# Městská autobusová doprava v Olomouckém kraji
Přehled provozů městské autobusové dopravy na území Olomouckého kraje. Na území kraje se též rozvíjí Integrovaný dopravní systém Olomouckého kraje, do nějž jsou jednotlivé systémy MHD začleněny.

## Okres Olomouc

### Olomouc
Městskou dopravu provozuje Dopravní podnik města Olomouce. Aktuálně je vedeno celkem 24 autobusových linek (z toho 3 noční) s čísly 10–52; avšak v textu SMS jízdenky je stále uvedená bývalá linka 111 jako platná, i 4 roky po jejím zrušení.
Všechny linky DPMO, včetně tramvajových, používají v licenčních číslech předčíslí "895" – např. linka 21 je evidována jako 895021.
Výjimkou je bezplatná kyvadlová linka 61 (895061) provozována dopravcem ARRIVA MORAVA a.s., která zajišťuje dopravu do OC Olympia na kraji města. Není ale jednoznačné, zda se jedná o MHD.

### Uničov
Uničov nemá žádné linky se statusem městské autobusové dopravy, nicméně se jim svými vlastnostmi blíží okružní příměstské linky 890336 a 890326 (dříve 322) dopravce VOJTILA TRANS s.r.o.

### Šternberk
Ve Šternberku také nejsou žádné linky se statusem městské autobusové dopravy. Nejblíže se tomu podobá příměstská linka 890331 dopravce VOJTILA TRANS s.r.o, která vede většinu spojů mezi zastávkami aut.st. a Dvorská s hodinovým intervalem.

## Okres Jeseník

### Jeseník
Charakter městské dopravy má linka 950112 z autobusového nádraží do zastávky Jeseník, Lázně, Priessnitz. Dopravcem je Arriva Morava a. s., linka je začleněna do IDSOK.

## Okres Přerov

### Přerov

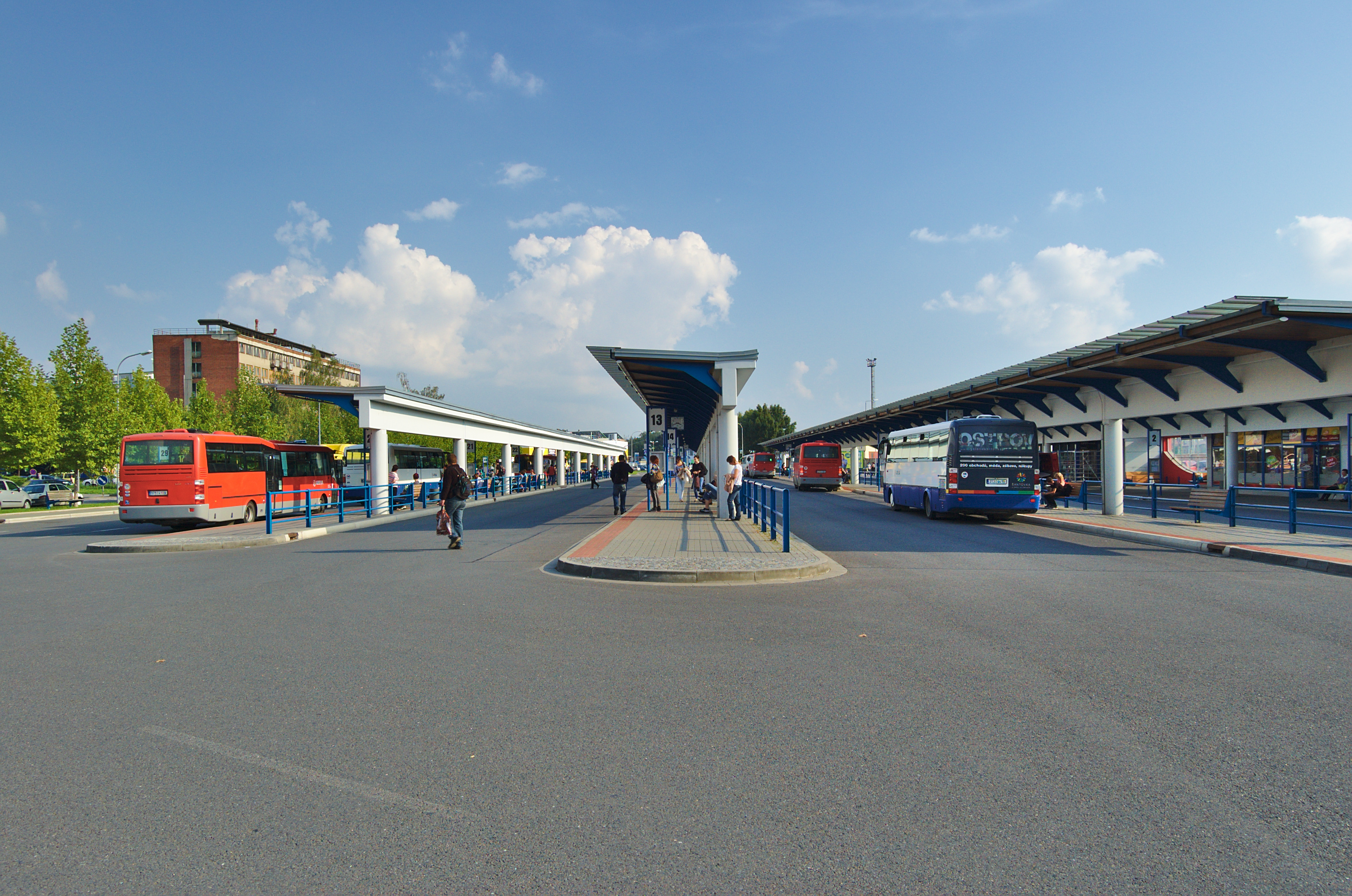
Autobusové nádraží Přerov

Linky 101–107,111, 112, 114 a 115, licenční čísla 925101–925107, 925111, 925112, 925114 a 925115. Provozuje ji společnost ARRIVA MORAVA a. s., provozovat ji bude až do roku 2027.
Od ledna 2010 ji provozovala Slovenská autobusová doprava Trnava (z toho od 1. prosince 2011 prostřednictvím dceřiné společnosti Dopravní a logistická společnost Přerov), která ji provozovala do února 2016, jelikož společnost zkrachovala. Od 10.2.2016 ji dočasně provozovala společnost ARRIVA MORAVA a.s.. do roku 2009 ji provozovala Veolia Transport Morava a. s., předtím ČSAD Ostrava a ČSAD BUS Ostrava a. s. Linky jsou od roku 2003 začleněny do IDSOK, do roku 2002 se zde používaly děrovací jízdenky z předprodeje.
Pro městskou dopravu je určeno 22 autobusů a 3 záložní. Město hradí dopravci ročně asi 12 miliónů Kč prokazatelné ztráty. Od roku 2010 má mít dopravce nárok na uhrazené prokazatelné ztráty i nadále ve výši 20 milionů Kč ročně a dopravu zajišťuje něco přes dvacet autobusů.
Na konci roku 2009 končí smlouva města s dopravcem Veolia Transport Morava a. s. Město v červnu 2009 oznámilo, že vyhlásí výběrové řízení na provozování dopravy od roku 2010, přičemž dopravce musí do 5 let nahradit všechny autobusy vozidly na stlačený zemní plyn nebo elektřinu. Do výběrového řízení se přihlásily dvě společnosti, kromě dosavadního dopravce ještě Slovenská autobusová doprava Trnava. Vybrána byla SAD Trnava a byla s ní uzavřena smlouva na dobu od začátku roku 2010 do konce roku 2019. 
Tarify, časové jízdenky, linkové vedení i způsob odbavování se při změně dopravce nemění, v budoucnu má být zavedena možnost placení jízdného přes čipové karty. SAD Trnava přijala pro MHD v Přerově ve výběrovém řízení 30 řidičů, z toho asi dvě třetiny pracovaly již u předchozího dopravce a zbylá třetina přišla odjinud. Dopravci město zároveň od 18. prosince 2009 pronajme nově zrekonstruované autobusové nádraží, pro jehož dispečink a informační kancelář SAD Trnava přijala 6 pracovníků; SAD Trnava má městu za pronájem platit 1,9 milionu Kč ročně.
V květnu roku 2010 byla otevřena nová stanice CNG (stlačený plyn) pro provoz autobusů MHD. Jedná se o druhou stanici v Olomouckém kraji po městě Prostějov.
V květnu 2011 SAD Trnava své závazky vůči městu nečekaně ukončila. Podle zástupců města bylo důvodem, že společnost měla nepřiměřené nároky na uhrazení finančních ztrát a nedošlo k dohodě, podle SAD Trnava bylo hlavním důvodem vypovězení služeb stanovisko ministerstva dopravy, podle něž nemůže linky v Česku provozovat zahraniční firma. Podnět k ministerstvu a později i trestní oznámení podal přerovský občan Vítězslav Mádr. Na podzim 2011 bylo s SAD Trnava zahájeno správní řízení s hrozbou pokuty několika set tisíc korun, protože dopravce rok a půl MHD provozoval, aniž by měl povolení k podnikání v České republice. Město se poté s dopravcem dohodlo na ukončení činnosti ke 30. listopadu 2011.
Na zajištění dopravy od 1. prosince 2011 hodlalo město získat dopravce, který měl dopravu provozovat dočasně, nejvýše dva roky. Mezitím chtělo město vyhlásit řádné výběrové řízení na dlouhodobé provozování MHD. Po dva roky pak MHD provizorně provozovala Dopravní a logistická společnost Přerov, která je dceřinou společností SAD Trnava. 
V březnu 2013 město ohlásilo výběrové řízení na provozování MHD od prosince 2013 na dobu 10 let. Požadavkem byly ekologické nízkopodlažní autobusy a zachování dosavadní dopravní sítě. V březnu 2014 město oznámilo, že ve výběrovém řízení uspěl dosavadní dopravce Dopravní a logistická společnost Přerov a bude s ním uzavřena smlouva na období od 1. dubna 2014 do 31. března 2024. Neúspěšným uchazečem byla ČSAD Havířov, nejmenované firmy z Prahy, ze Vsetína či Frýdku Místku podaly námitky proti zadávacím podmínkám. Ačkoliv objem zakázky byl odhadován na 250 milionů korun, vítěz uspěl s částkou 136,8 milionů, ČSAD Havířov nabízela cenu 189 milionů.
Dopravce v březnu 2015 město žaloval kvůli sporu o výši plateb za provozování MHD a rozdílnému výkladu smlouvy, ale soud dal zapravdu městu.
Dopravní a logistická společnost Přerov se dostala do insolvence a neplatila za pronajaté autobusy a 4. února 2016 jim pronajímatelé 5 autobusů zabavili, kvůli čemuž některé spoje ten den nejezdily. Při odpolední kontrole nejela asi šestina spojů. Město svolalo krizový štáb a přestože dopravce kvůli změnám ve vedení neměl v té době odpovědné osoby, navázalo s firmou kontakt. Radnice zvažuje, že vstoupí do režimu mimořádného provozu a zadá zakázku předem určenému provozovateli a poté vyhlásit nové výběrové řízení. Dva oslovení dopravci sdělil, že jsou schopni provoz v plném rozsahu zajistit.

### Hranice
Do roku 1997 provozoval MHD Hranice podnik ČSAD Ostrava a. s., v letech 1997–1999  LG TRAX s.r.o., v letech 1999–2008 dopravce Optimalizace veřejné dopravy s. r. o. V důsledku vypršení smlouvy s OVD koncem roku 2007 vypsalo v průběhu roku 2007 město dvakrát výběrové řízení na provozování dopravy po dalších 8 let. Protože do obou výběrových řízení se přihlásil vždy jen jeden zájemce, bylo v obou případech výběrové řízení zrušeno. Smlouva s OVD byla o jeden rok prodloužena. Do října 2008 provozoval 9 městských linek (č. 1–8 a 12) dopravce Optimalizace veřejné dopravy s. r. o. (OVD). Podle licencí měly linky čísla 926001 až 926012. Jednotlivé spoje na linkách měly velmi variantní trasy. Tyto městské linky byly (stejně jako regionální linky Arriva Morava a. s.) začleněny do IDSOK. Od 14. prosince 2008 nový dopravce ČSAD Frýdek-Místek a. s. zredukoval počet linek z 10 na 6 (1–5 a 12).
Od října 2008 provozuje MHD dopravce ČSAD Frýdek-Místek a. s., který původně měl zahájit provoz 1. ledna 2009, ale kvůli výpadku předchozího dopravce byla změna dopravce uspíšena.
Město Hranice uzavřelo v roce 2017 s dopravcem ČSAD Frýdek-Místek a. s. novou, desetiletou smlouvu do konce roku 2027. 23. října 2017 dopravce nasadil na MHD 6 autobusů SOR EBN 9,5 (poznávací značky 1TC 1840, 1TC 1841, 1TC 1842, 1TC 1843, 1TC 1844, 1TC 1844), čímž se MHD v Hranicích stalo první plně elektrifikovanou MHD v republice. V provozu však zůstaly i záložní naftové autobusy. Do října 2020 jimi byly dva autobusy SOR BN 9,5 (5T6 3294, 5T6 3295). Elektrobusy jsou v zeleno-bílo-černých barvách s grafickým polepem, na kterém jsou vyzobrazeny významné městské památky. Jeden elektrobus (1TC 1842) 10. 6. 2018 během provozu vyhořel, od 29. 3. 2019 je provozován nový kus (6E2 9685). Od 1. dubna 2019 je jízdné v MHD Hranice zcela bezplatné pro všechny cestující. V roce 2025 slouží jako záložní autobusy jeden SOR CN 8,5 (3H9 0526), jeden Irisbus Crossway LE City 10,8M (8T3 0334) a dva Iveco Crossway LE Line 10,8M (9T8 1241, 8T4 9113). V roce 2025 jsou provozovány linky 1, 2, 3, 4, 5, 6, 7, 8, 12 a 13 s licenčními čísly 926001, 926002, 926003, 926004, 926005, 926006, 926007, 926008, 926012, 926013 a 927007. Linky 926006 a 927007 jsou obsluhovány příměstskými autobusy společnosti Arriva autobusy.

### Lipník nad Bečvou
Městská doprava v Lipníku nad Bečvou prakticky zanikla splynutím s IDSOK. V roce 2025 má nejblíže charakteru MHD linka 524 (licenční číslo 920524), která obsluhuje pouze zastávky v Lipníku nad Bečvou a jeho místní části Nové Dvory.

## Okres Prostějov

### Prostějov
Městskou autobusovou dopravu provozuje zde sídlící dopravce FTL - First Transport Lines. Všechny autobusy jezdí na CNG, jsou nízkopodlažní a klimatizované. MHD má 13 linek, které zajišťuje 22 autobusů. Linky jsou označeny čísly 1–61, licenční čísla mají formát 785xxx. Některá víceciferná čísla linek označují odvozené varianty tras, například linka 11 je modifikovanou trasou linky 1, linka 41 modifikací linky 4. Před zahrnutím do IDSOK zde byl místní třípásmový tarifní systém.  

## Okres Šumperk

### Šumperk
Linky 1–5 (5 linek), licenční čísla 935231 až 935235, linky jsou zařazeny do IDSOK. Provozuje ARRIVA Morava a. s. 

### Zábřeh
Linky 1–2, licenční čísla 936001 až 936002. Provozuje Arriva autobusy. Linky jsou začleněny do IDSOK. 

### Mohelnice
Městská linka 933242 (ARRIVA Morava a. s.) jezdící na 5 km dlouhé trase od aut. st. k žel. st. nemá status městské autobusové dopravy.